# پل روسو (راننده مسابقه)
پل روسو (انگلیسی: Paul Russo؛ زادهٔ ۱۰ آوریل ۱۹۱۴ در کنوشا، ویسکانسین، درگذشتهٔ ۱۳ فوریهٔ ۱۹۷۶ در کلیرواتر، فلوریدا) رانندهٔ مسابقات اتومبیل‌رانی اهل ایالات متحده آمریکا بود که از فصل ۱۹۵۰ تا ۱۹۵۹ در مجموع در ۱۰ گراند پری از مسابقات جهانی فرمول یک شرکت کرد.
او در طول دوران فعالیت خود در فرمول یک، ۱ بار مسابقه را از پول پوزیشن آغاز کرد و در ۱ مسابقه موفق شد سریع‌ترین زمان طی یک دور پیست را به نام خود ثبت کند. او در این مسابقات ۱ بار بر روی سکو رفت و ۸٫۵ امتیاز را به نام خود به‌ثبت رساند.
روسو در ۱۳ فوریهٔ ۱۹۷۶ در کلیرواتر، فلوریدا درگذشت.